# Allonolla
Allonolla är ett släkte av insekter. Allonolla ingår i familjen dvärgstritar.
Kladogram enligt Catalogue of Life:
| Allonolla | \| \| Allonolla smithi \| \| \| \| \| \| Allonolla usingeri \| \| \| \| |
|           | \| \| Allonolla smithi \| \| \| \| \| \| Allonolla usingeri \| \| \| \| |
|           | Allonolla smithi                                                        |
|           |                                                                         |
|           | Allonolla usingeri                                                      |
|           |                                                                         |

Släktets namn Allonolla är en palindrom.